# Duminica neagră (film din 1977)
Black Sunday (Duminica neagră) este un film american, produs în anul 1977 după romanul lui Thomas Harris.

## Rezumat
Filmul prezintă o fracțiune teroristă palestiniană, care aparține de organizația Septembrie Negru. Ei plănuiesc un act terorist pe teritoriul SUA. Teroristii palestinieni sunt sprijiniți de veteranul de război Michael Lander, care ca pilot, a fost 6 ani prizonier în timpul Războiului din Vietnam. Michael Lander este un om lipsit de perspectivă, care pe lângă torturile suferite ca prizonier, are o căsnicie eșuată. Liderul principal terorist este Dahlia Iyad, care în urma războaielor israelo-palestiniene, trebuie să părăsească țara. Ea motivează acțiunea lor, prin faptul că SUA sprijină din punct de vedere militar Israelul, și prin actul terorist vrea să atragă atenția lumii asupra soartei poporului palestinian. Adversarul lor principal fiind David Kabakov, un agent al organizației Mosad, și care într-o întâlnire a lor, nu va fi omorât de Dahlia. Grupa de palestinieni reușesc să introducă în SUA, 400 kg de explosiv, atacul lor este planificat la finala de Super Bowl, din Miami. Kabakov cu ajutorul lui Sam Corley, un agent CIA, urmăresc teroriștii. Dahlia este grav rănită, înainte de a muri, reușește  să aprindă fitilul bombei, însă Kabakov, cu ajutorul elicopterului, aruncă bomba în mare.

## Distribuție
- Marthe Keller – Dahlia Iyad
- Bruce Dern – Captain Michael J. Lander
- Fritz Weaver – FBI Agent Sam Corley
- Steven Keats – Robert Moshevsky
- Bekim Fehmiu – Mohammad Fasil
- Michael V. Gazzo – Muzi
- William Daniels – Pugh
- Walter Gotell – Colonel Riat
- Victor Campos – Nageeb
- Joe Robbie – el însuși
- Robert Wussler – el însuși

## Legături externe
- Duminica neagră la Internet Movie Database
- Black Sunday la TCM Movie Database
- Black Sunday la Allmovie
- Black Sunday la Rotten Tomatoes
- Home Movies of Orange Bowl Scene pe YouTube